# باتشكو غراديشتي
باكو غراديستي (Бачко Градиште) هي مدينة في جوزنو-باكا في مقاطعة فويفودينا في صربيا. ويبلغ عدد سكانها حوالي 5435 نسمة.